# District de Jianhua
Le district de Jianhua (建华区 ; pinyin : Jiànhuá Qū) est une subdivision administrative de la province du Heilongjiang en Chine. Il est placé sous la juridiction de la ville-préfecture de Qiqihar.